# فوزية العباسي
فوزية العباسي (20 أكتوبر 1940 - 27 أبريل 2021) إعلامية مصرية، وإحدى رائدات التلفزيون المصري في فترة الستينيات.

## أعمالها الفنية
قدمت العديد من البرامج التليفزيونية الشيقة منذ بداية الإرسال عام 1960 من أبرزها: " عشرين سؤال، للكبار فقط، عالم الأدب " وأيضاً برنامج"أمسية الأربعاء" الذي كان يعرض في سهرة يوم الأربعاء قبل ظهور برنامج "إخترنا لك" .
بعد ذلك سافرت فوزية العباسي إلى دولة الإمارات العربية حيث قدمت هناك العديد من البرامج التليفزيونية الناجحة، ثم عادت إلى بيتها التليفزيون المصري عام 1986 ببرنامجين جديدين هما «حروف وأرقام، وكلمة في سهرة» ويعد برنامج كلمة في سهرة من أروع البرامج الشيقة التي قدمها التليفزيون المصري على مدى حوالي تسع سنوات، ثم قدمت بعد ذلك برنامج «أحوال وأمثال» وأيضاً «سيداتي سادتي».
فوزية العباسي حاصلة على ليسانس الأدب الإنجليزي من جامعة القاهرة وبدأت العمل بالتليفزيون المصري - وكانت لا تزال وقتها طالبة بالجامعة - بعد أن تقدمت للاختبار بالتليفزيون لاختيار مذيعات جدد وحصلت على المركز الأول بين المتقدمات حينئذٍ.

## حياتها
نشأت فوزية العباسي في أسرة عريقة فقد كان والدها الضابط بالشرطة المصرية القائم مقام / فؤاد طلعت العباسي مأمور سجن طرة، وكان جدها الأميرالاي / علي باشا العباسي حكمدار محافظة الدقهلية.لها أخ أكبر كان يعمل طياراً ومهندس طيران: الراحل كابتن مهندس / محمد الهادي العباسي مدير عام الدعم الفني لطائرات الداش 8 Dash بشركة خدمات البترول الجوية PAS، ولها أخت كبري حاصلة على ليسانس آداب جامعة القاهرة حرم الراحل المستشار / أحمد طارق البابلي رئيس محكمة النقض سابقاً، ولها أيضاً أخت أصغر حاصلة على بكالوريوس المعهد العالي للخدمة الاجتماعية حرم لواء شرطة / علي زكريا بحرس الوزراء سابقاً، وأمها السيدة منيرة الزيني نجلة عين من أعيان محافظة الدقهلية: السعيد بك الزيني، وزوج فوزية العباسي هو الراحل الدكتور أمير الرفاعي بجامعة الدول العربية وكان من أبرز أعضاء مجلس إدارة نادي الزمالك.

## الوفاة
توفيت فوزية العباسي يوم الثلاثاء 15 رمضان 1442 هجريًّا، الموافق 27 أبريل 2021 ميلاديًّا عن عمر ناهز الـ 80 عامًا بعد صراع مع المرض.